# Лыхин, Сергей Егорович
Серге́й Его́рович Лы́хин (25 октября 1914, Котельничский уезд, Вятская губерния — 6 декабря 1972, Краснодар) — подполковник Советской Армии, участник Великой Отечественной войны, Герой Советского Союза (1944).

## Биография
Сергей Лыхин родился 25 октября 1914 года в деревне Лыхино. С 1916 года жил на территории современной Новосибирской области, где окончил неполную среднюю школу и работал делопроизводителем.
В феврале 1936 года был призван на службу в Рабоче-крестьянскую Красную Армию, в 1937 году окончил Оренбургскую военную авиационную школу лётчиков и лётнабов. С июня 1941 года — на фронтах Великой Отечественной войны.
К концу февраля 1944 года капитан Сергей Лыхин был штурманом эскадрильи 742-го отдельного разведывательного авиаполка 14-й воздушной армии Волховского фронта. К тому времени он совершил 165 боевых вылетов на воздушную разведку, в боях лично уничтожил 4 вражеских самолёта, провёл аэрофотосъёмку территории площадью в 3500 квадратных километров, обнаружил 25 аэродромов противника, ряд скоплений его боевой техники и живой силы.
Указом Президиума Верховного Совета СССР от 1 июля 1944 года за «образцовое выполнение заданий командования и проявленное при этом мужество и геройство» капитан Сергей Лыхин был удостоен высокого звания Героя Советского Союза с вручением ордена Ленина и медали «Золотая Звезда» за номером 2702.
После окончания войны Лыхин продолжил службу в Советской Армии. В 1947 году он окончил Краснодарскую высшую офицерскую школу штурманов. В 1958 году в звании подполковника Лыхин был уволен в запас. Проживал в Краснодаре, работал в издательстве «Советская Кубань». Умер 6 декабря 1972 года, похоронен на Славянском кладбище Краснодара.

## Награды
- три ордена Красного Знамени (3.10.1942[4]; 30.12.1942[5]; …);
- орден Красной Звезды[3];
- Герой Советского Союза (орден Ленина и медаль «Золотая Звезда»; 1.7.1944)[6];
- орден Отечественной войны 1-й степени (11.06.1945)[7];
- медали[3].

## Комментарии
1. ↑  Деревня Лыхино (Лыхины, Лыханы, Гордеевский), относившаяся к Тороповской, затем — к Даровской волости Котельничского уезда, в последующем входила в состав Петропавловского сельсовета Черновского района; не сохранилась, ныне — территория Даровского района Кировской области[2].